# جون هوكر (دستوري إنجليزي)
جون هوكر، المعروف أيضًا باسم جون فوويل (نحو 1527–1601) من إكستر في ديفون، مؤرخ إنجليزي، وكاتب، ومحامي، ومتخصص بالأثريات، ومسؤول مدني. منذ عام 1555 حتى وفاته شغل منصب حاجب إكسيتر. عضو في مجلس النواب مرتين عن إكسيتر في عامي 1570/1571 و1586، وعن أثينري في أيرلندا عام 1569 وكتب مقالة مؤثرة حول الإجراءات البرلمانية. كتب تقريرًا شخصيًا عن الأحداث التي شهدها خلال فترة الحصار في إكسيتر خلال التمرد على كتاب الصلاة في عام 1549. أمضى عدة سنوات في أيرلندا بصفة مستشار قانوني للسير بيتر كارو، وبعد وفاة كارو عام 1575 كتب سيرته الذاتية. هو أحد محرري الطبعة الثانية من سجلات رافائيل هولينشيد، التي نُشرت عام 1587. عمله الأخير غير المنشور وربما غير المكتمل هو أول وصف طبوغرافي لمقاطعة ديفون. أسس نقابة التجار المغامرين بموجب ميثاق من الملكة ماري. وهو عم ريتشارد هوكر، عالم اللاهوت الأنجليكاني المؤثر.

## الأصول
ولد هوكر في قصر بوربريدج في إكستر، ديفون، إنجلترا. الابن الثاني والوريث النهائي لروبرت فوويل (توفي 1538) من إكسيتر المعروف باسم هوكر من زوجته الثالثة أغنيس دوبل (أو دوبل)، ابنة جون دوبل من وودبريدج في سوفولك. كان جده جون فوويل المعروف باسم هوكر (توفي 1493)، عضو مجلس النواب عن إكسيتر.
كان أول فرد مسجل في عائلة فوويل هو جيناف (أو ساراف) فوويل من بيمبروك في ويلز، وكان جون هوكر (توفي 1601) هو السادس في النسب. ربما الاسم الأصلي لهوكر هو أب-هاول. تزوج جاغو فوويل، نجل جيناف، من أليس هوكر، ابنة ووريثة ريتشارد هوكر من قلعة هيرست، ساوثهامبتون. هكذا، وتبعًا لما كان شائعًا في ذلك الوقت عند استلام الميراث، اتخذت عائلة فوويل اسم هوكر في القرن الخامس عشر، لكنها احتفظت في كثير من الأحيان بالاسم السابق، في الواقع، عُرف جون هوكر باسم جون فوويل معظم حياته. بحلول الوقت الذي ولد فيه كانت العائلة بارزة في إكسيتر لعدة أجيال.

## التعليم
تلقى هوكر تعليمًا كلاسيكيًا ممتازًا، حيث قرأ القانون الروماني في أكسفورد، تلاه فترة في أوروبا درس مع كبار رجال الدين البروتستانت، ولا سيما بييترو مارتيري فرميلي.

## سيرته المهنية

### في إكسيتر
أثناء التمرد على كتاب الصلاة في عام 1549، شهد هوكر حصار إكسيتر وسجّل الأحداث بوصف واقعي، معرِبًا عن مواقفه المناهضة للكاثوليكية. منذ 1551 وحتى 1553 عمل لدى مايلز كوفرديل خلال فترة عمله القصيرة كأسقف إكسيتر. في عام 1555، أصبح أول حاجب لإكسيتر، وهو المنصب الذي شغله حتى وفاته. بصفته حارسًا، كان مسؤولًا عن الشؤون المالية للمدينة، حيث تعامل مع النزاعات بين النقابات والتجار، وأشرف على إعادة بناء المدرسة الثانوية، وزرع العديد من الأشجار في المدينة، وجمع أرشيفات المدينة ونظمها. استخدم هذه الأرشيفات لتجميع «حوليات» المدينة التي يشرح فيها تفاصيل خصائص كل عمدة من العصر التودوري في إكسيتر، وفي عام 1578 كتب ونشر حياة أساقفة إكسيتر. في 1570/1571 كان نائبًا عن إكسيتر.
في الوقت الذي كان من الضروري فيه أن يكون للمدن والأمم نسب قديم، وصف هوكر تأسيس مدينة إكسيتر المزعوم على يد كورينايوس، ابن شقيق بروتوس الطروادي، وابن إينياس. لقد دعا إلى محاكاة المؤسسات الحكومية للجمهورية الرومانية، والتي في رأيه أوصلت روما إلى العظمة، واعتبر حكومة بلدية إكسيتر نموذجًا للكومنولث الجمهوري يستحق المحاكاة.

### في أيرلندا
في عام 1568، ربما لأنه اعتبر نفسه يتقاضى أجرًا زهيدًا مقابل عمله لصالح إكسيتر، أقنع السير بيتر كارو هوكر بمرافقته إلى أيرلندا بصفة مستشار قانوني له. نظم أوراق كارو لدعم مطالبته ببارونية إيدرون، وهي المهمة التي التزم بها بشدة لدرجة أنه في عام 1569 عاد إلى مجلس النواب الأيرلندي كعضو عن أثينري. كتب هوكر لاحقًا سيرة ذاتية عن كارو، بعنوان السرد والاكتشاف في حياة السير بيتر كارو، والتي من شبه المؤكد أنه قلل فيها من شأن الخداع والعدوانية التي كانت وراء مغامرة كارو في أيرلندا.
حتى وفاة كارو في عام 1575، أمضى هوكر الكثير من الوقت في أيرلندا، لكنه أُعيد أيضًا إلى مجلس النواب الإنجليزي في عام 1571 باعتباره نائبًا عن إكسيتر. استمرت الجلسة بضعة أسابيع فقط، لكنه احتفظ بمجلة سجل فيها الإجراءات بدقة. قادته تجاربه في البرلمانين الأيرلندي والإنجليزي إلى كتابة مقالة حول الممارسة البرلمانية، بعنوان النظام والاستخدام: كيفية الاحتفاظ بمجلس النواب في إنجلترا، والتي نُشرت في طبعتين عام 1572. احتوت إحدى الطبعات على مقدمة موجهة إلى ويليام فيتزويليام، نائب اللورد في أيرلندا وكان من الواضح أنها تهدف إلى إحلال النظام في الجمعية الأيرلندية، والطبعة الأخرى كانت موجهة إلى سلطات مدينة إكسيتر، على الأرجح لمساعدة من يخلفه من النواب. في كتابة مقالته، استلهم هوكر الكثير من طريقة عقد مجلس النواب، وهي مقالة من أوائل القرن الرابع عشر.
في عام 1586 مثل هوكر مرة أخرى إكسيتر في مجلس النواب. في هذا الوقت كان أحد محرري الطبعة الثانية من سجلات رافائيل هولينشيد، التي نُشرت عام 1587. تضمن عمل هوكر الترتيب والاستخدام مجموعة من المحتويات الهامة مثل تاريخ محدث لأيرلندا، وأجزاء من كتابه حياة كارو، وترجمة كتاب غزو أيرلندا لجيرالد ويلز. في قسمه الأيرلندي، أوضح تعاطفه الديني والسياسي بشكل واضح للغاية، وندد مرارًا وتكرارًا بكاثوليكية الأيرلنديين الأصليين، معتبرًا أنها سبب فقرهم وتمردهم. وصف هوكر روما «بالهيدرا الوبائية» ووصف البابا بأنه «ابن الشيطان، ورجل الخطيئة، وعدو صليب المسيح، الذي لن يرتوي عطشه للدماء أبدًا».

### سنواته الأخيرة
واصل هوكر خدمة إكسيتر في سنواته الأخيرة، وأصبح محقق وفيات في عام 1583 ومسجلًا في عام 1590. عينه السير والتر رالي أيضًا وكيلًا على برادنينش في عام 1587. بحلول هذا الوقت، كان قد شارك في المهمة الطويلة المتمثلة في تنظيم وكتابة وصفه التاريخي لمقاطعته الأصلية والذي أطلق عليه عنوان ملخص جغرافي لمقاطعة ديفون. من المرجح أنه بدأ العمل على هذا المشروع قبل أن يبدأ صديقه المهتم بالآثار، ريتشارد كارو، في كتابة مشروعه المشابه مسح كورنوال. أثناء كتابته لملخصه، تأثر هوكر بأسلوب وهيكل عمل ويليام هاريسون في وصف إنجلترا، والذي نُشر عام 1577 كجزء من الطبعة الأولى لحوليات هولينشيد.
على الرغم من أن هوكر راجع ملخصه عدة مرات، لكنه ربما لم يكمله أبدًا بما يرضيه. ما يزال هذا العمل موجودًا حتى اليوم كمخطوطتين متطابقتين تقريبًا، واحدة في المكتبة البريطانية والأخرى في مكتب سجلات ديفون، وقد استُخدمتا كمادة مصدرية للعديد من الأوصاف الطبوغرافية اللاحقة للمقاطعة، بما في ذلك مسح ديفون لتوماس ويستكوت (1630) والوصف الطبوغرافي أو المسح لمقاطعة ديفون لتريسترام ريسدون (نحو 1632). كتب هوكر تقريرًا عن «الجلسة السوداء» في إكسيتر عام 1586، التي انتشر منها مرض فتاك وضار من السجناء في سجن إكسيتر إلى قاعة المحكمة في قلعة إكسيتر، ومنها إلى جميع أنحاء المقاطعة.